# Альнилам
Альнилам (ε Ориона, ε Ori) — голубой сверхгигант со звёздной величиной +1,69 и одна из ярчайших по светимости звёзд. По яркости она занимает на небе 30-е место, а в созвездии Ориона — 4-е. Вместе со звёздами Минтака и Альнитак формирует пояс Ориона, известный под разными именами во многих древних культурах. Альнилам (ε Ориона) — средняя звезда в этом астеризме.
Она одна из 58 звёзд, используемых в астрономической навигации. Для средних широт Альнилам достигает своего наивысшего положения на небе примерно в полночь на 15 декабря.
Сравнительно простой спектр делает эту звезду полезной при изучении межзвёздной среды. В течение следующего миллиона лет она превратится в красный сверхгигант и взорвётся как сверхновая. Альнилам окружена молекулярным облаком NGC 1990, которое она освещает, делая его светлой отражательной туманностью. Звёздный ветер звезды может достигать скорости 2000 км/с, вызывая потерю массы в 20 миллионов раз сильнее, чем у Солнца.

## Другие имена и история
Имя Альнилам происходит от арабского النظام an-niżām, происходящего от نظم nażm «нить жемчуга». Что касается названий Альнихан и Альнитам, то оба названия, очевидно, являются ошибками транслитерации или ошибками перевода.

### Пояс Ориона
Три звезды пояса были давно известны у многих народов под разными именами. Арабские названия включают Al Nijād — «Пояс», Al Nasak — «Нить», Al Alkāt — «Золотые зёрна (или орехи)» и, в современном арабском, Al Mīzān al H•akk — «Стрелка весов». В китайской мифологии они известны как «Коромысло весов». Пояс также был китайским созвездием Три звезды, одним из 28 китайских созвездий. А также одним из западных домов китайского созвездия Белый Тигр.
У бурят эти три звезды назывались «Гурбан Байран», что переводится как «Трое Стоящих». В дохристианской Скандинавии пояс называли Прялкой Фрейи. Подобным образом Посох Петра и Посох Якова были европейскими названиями библейского происхождения, вместе с Тремя Магами или Тремя Королями.
Коса Вяйнемёйнена и Меч Калева происходят из финской мифологии (Калевала).